# Sisinio González Martínez
Sisinio González Martínez (født 22. april 1986) er en spansk fodboldspiller, som spiller for den japanske fodboldklub Tokushima Vortis.